# Michele de Franchis
Michele de Franchis   (Palerm, 6 d'abril de 1875 - Palerm, 19 de febrer de 1946) va ser un matemàtic italià.

## Vida i obra
De Franchis va estudiar a la universitat de Palerm, en la qual va ser deixeble de Giovanni Guccia i de Francesco Gerbaldi. Es va graduar el 1896 i va publicar els seus primers articles basats en la seva tesi doctoral. Va romandre com assistent en aquesta universitat fins al curs 1905-1906 en que va obtenir una plaça de professor extraordinari a la universitat de Càller (Sardenya). Entre 1906 i 1908 va ser professor de la universitat de Parma i entre 1908 i 1914 de la de Catània. El 1914 va retornar a la universitat de la seva vila natal, Palerm, en la que va romandre la resta de la seva vida.
La seva especialitat va ser la geometria analítica, tot i que mentre era a Palerm també va donar classes de probabilitat i de matemàtiques financeres.
De Franchis és recordat principalment pel teorema que porta el seu nom i pels seus treballs en col·laboració amb Giuseppe Bagnera, amb els que van aconseguir una classificació quasi completa de les superfícies hiperel·líptiques, treball pel qual van aconseguir el premi Bordin de 1909.
Durant la seva estança a Palerm, va ser el impulsor i líder del Circolo Matematico di Palermo, institució fundada pel seu mestre, Guccia, i que havia assolit un prestigi internacional important. Tot i hagi, va haver de lluitar contra les rivalitats nacionals sorgides de la Primera Guerra Mundial i el nacionalisme exacerbat del govern feixista italià, no poden evitar en clar declivi de la institució.